# Los Plans (Gard)
Los Plans (en francès Les Plans) és un municipi francès situat al departament del Gard i a la regió d'Occitània.